# Ministri dei lavori pubblici del Regno d'Italia
I ministri dei lavori pubblici del Regno d'Italia si sono avvicendati dal 1861 (proclamazione del Regno d'Italia) al 1946 (nascita della Repubblica Italiana).
| Ministro                       | Foto                              | Mandato                              | Governo                           |
| ------------------------------ | --------------------------------- | ------------------------------------ | --------------------------------- |
| Ubaldino Peruzzi               |                                   | 17 marzo 1861 - 6 giugno 1861        | Governo Cavour IV                 |
| Ubaldino Peruzzi               | 12 giugno 1861 - 3 marzo 1862     | Governo Ricasoli I                   |                                   |
| Agostino Depretis              |                                   | 4 marzo 1862 - 8 dicembre 1862       | Governo Rattazzi I                |
| Luigi Federico Menabrea        |                                   | 8 dicembre 1862 - 24 marzo 1863      | Governo Farini                    |
| Luigi Federico Menabrea        | 24 marzo 1863 - 28 settembre 1863 | Governo Minghetti I                  |                                   |
| Stefano Jacini                 |                                   | 28 settembre 1864 - 31 dicembre 1865 | Governo La Marmora II             |
| Stefano Jacini                 | 31 dicembre 1865 - 29 giugno 1866 | Governo La Marmora III               |                                   |
| Stefano Jacini                 | 20 giugno 1866 - 17 febbraio 1867 | Governo Ricasoli II                  |                                   |
| Giuseppe Devincenzi            |                                   | Governo Ricasoli II                  | 17 febbraio 1867 - 10 aprile 1867 |
| Antonio Giovanola              |                                   | 10 aprile 1867 - 27 ottobre 1867     | Governo Rattazzi II               |
| Girolamo Cantelli              |                                   | 27 ottobre 1867 - 5 gennaio 1868     | Governo Menabrea I                |
| Lodovico Pasini                |                                   | 5 gennaio 1868 - 23 ottobre 1868     | Governo Menabrea II               |
| Girolamo Cantelli              |                                   | 23 ottobre 1868 - 13 maggio 1869     | Governo Menabrea II               |
| Antonio Mordini                |                                   | 13 maggio 1869 - 14 dicembre 1869    | Governo Menabrea III              |
| Giuseppe Gadda                 |                                   | 13 maggio 1869 - 31 agosto 1871      | Governo Lanza                     |
| Giuseppe Devincenzi            |                                   | 31 agosto 1871 - 10 luglio 1873      | Governo Lanza                     |
| Silvio Spaventa                |                                   | 10 luglio 1873 - 20 novembre 1876    | Governo Minghetti II              |
| Giuseppe Zanardelli            |                                   | 20 novembre 1876 - 14 novembre 1877  | Governo Depretis I                |
| Agostino Depretis ad interim   |                                   | 14 novembre 1877 - 25 dicembre 1877  | Governo Depretis I                |
| Francesco Paolo Perez          |                                   | 28 dicembre 1877 - 24 marzo 1878     | Governo Depretis II               |
| Alfredo Baccarini              |                                   | 24 marzo 1878 - 19 dicembre 1878     | Governo Cairoli I                 |
| Raffaele Mezzanotte            |                                   | 19 dicembre 1878 - 14 luglio 1879    | Governo Depretis III              |
| Alfredo Baccarini              |                                   | 14 luglio 1879 - 25 novembre 1879    | Governo Cairoli II                |
| Alfredo Baccarini              | 25 novembre 1879 - 29 maggio 1881 | Governo Cairoli III                  |                                   |
| Alfredo Baccarini              | 29 maggio 1881 - 25 maggio 1883   | Governo Depretis IV                  |                                   |
| Francesco Genala               |                                   | 25 maggio 1883 - 30 marzo 1884       | Governo Depretis V                |
| Francesco Genala               | 30 marzo 1884 - 29 giugno 1885    | Governo Depretis VI                  |                                   |
| Francesco Genala               | 29 giugno 1885 - 4 aprile 1887    | Governo Depretis VII                 |                                   |
| Giuseppe Saracco               |                                   | 4 aprile 1887 - 29 luglio 1887       | Governo Depretis VIII             |
| Giuseppe Saracco               | 29 luglio 1887 - 9 marzo 1889     | Governo Crispi I                     |                                   |
| Gaspare Finali                 |                                   | 9 marzo 1889 - 6 febbraio 1891       | Governo Crispi II                 |
| Ascanio Branca                 |                                   | 6 febbraio 1891 - 15 maggio 1892     | Governo di Rudinì I               |
| Francesco Genala               |                                   | 15 maggio 1892 - 12 settembre 1893   | Governo Giolitti I                |
| Giovanni Giolitti ad interim   |                                   | 12 settembre 1893 - 15 dicembre 1893 | Governo Giolitti I                |
| Giuseppe Saracco               |                                   | 15 dicembre 1893 - 14 giugno 1894    | Governo Crispi III                |
| Giuseppe Saracco               | 14 giugno 1894 - 10 marzo 1896    | Governo Crispi IV                    |                                   |
| Costantino Perazzi             |                                   | 10 marzo 1896 - 11 luglio 1896       | Governo di Rudinì II              |
| Giulio Prinetti                |                                   | 11 luglio 1896 - 14 dicembre 1897    | Governo di Rudinì III             |
| Giuseppe Pavoncelli            |                                   | 14 dicembre 1897 - 1º giugno 1898    | Governo di Rudinì IV              |
| Achille Afan de Rivera         |                                   | 1º giugno 1898 - 29 giugno 1898      | Governo di Rudinì V               |
| Pietro Lacava                  |                                   | 29 giugno 1898 - 14 maggio 1899      | Governo Pelloux I                 |
| Pietro Lacava                  | 14 maggio 1899 - 24 giugno 1900   | Governo Pelloux II                   |                                   |
| Ascanio Branca                 |                                   | 24 giugno 1900 - 15 febbraio 1901    | Governo Saracco                   |
| Girolamo Giusso                |                                   | 15 febbraio 1901 - 19 febbraio 1902  | Governo Zanardelli                |
| Giuseppe Zanardelli ad interim |                                   | 19 febbraio 1902 - 26 marzo 1902     | Governo Zanardelli                |
| Nicola Balenzano               |                                   | 26 marzo 1902 - 3 settembre 1903     | Governo Zanardelli                |
| Francesco Tedesco              |                                   | 3 settembre 1903 - 12 marzo 1905     | Governo Giolitti II               |
| Francesco Tedesco              | 12 marzo 1905 - 27 marzo 1905     | Governo Tittoni                      |                                   |
| Carlo Francesco Ferraris       |                                   | 27 marzo 1905 - 24 dicembre 1905     | Governo Fortis I                  |
| Francesco Tedesco              |                                   | 24 dicembre 1905 - 8 febbraio 1906   | Governo Fortis II                 |
| Pietro Carmine                 |                                   | 8 febbraio 1906 - 29 maggio 1906     | Governo Sonnino I                 |
| Emmanuele Gianturco            |                                   | 29 maggio 1906 - 7 novembre 1907     | Governo Giolitti III              |
| Giovanni Giolitti ad interim   |                                   | 7 novembre 1907 - 9 novembre 1907    | Governo Giolitti III              |
| Giulio Rubini                  |                                   | 9 novembre 1907 - 11 dicembre 1909   | Governo Giolitti III              |
| Giulio Rubini                  | 11 dicembre 1909 - 31 marzo 1910  | Governo Sonnino II                   |                                   |
| Ettore Sacchi                  |                                   | 31 marzo 1910 - 29 marzo 1911        | Governo Luzzatti                  |
| Ettore Sacchi                  | 29 marzo 1911 - 21 marzo 1914     | Governo Giolitti IV                  |                                   |
| Augusto Ciuffelli              |                                   | 21 marzo 1914 - 31 ottobre 1914      | Governo Salandra I                |
| Augusto Ciuffelli              | 31 ottobre 1914 - 18 giugno 1916  | Governo Salandra II                  |                                   |
| Ivanoe Bonomi                  |                                   | 18 giugno 1916 - 30 ottobre 1917     | Governo Boselli                   |
| Luigi Dari                     |                                   | 30 ottobre 1917 - 18 gennaio 1919    | Governo Orlando                   |
| Ivanoe Bonomi                  |                                   | 18 gennaio 1919 - 23 giugno 1919     | Governo Orlando                   |
| Edoardo Pantano                |                                   | 23 giugno 1919 - 14 marzo 1920       | Governo Nitti I                   |
| Giuseppe de Nava ad interim    |                                   | 14 marzo 1920 - 21 maggio 1920       | Governo Nitti I                   |
| Camillo Peano                  |                                   | 21 maggio 1920 - 15 giugno 1920      | Governo Nitti II                  |
| Camillo Peano                  | 15 giugno 1920 - 4 luglio 1921    | Governo Giolitti V                   |                                   |
| Giuseppe Micheli               |                                   | 4 luglio 1921 - 26 febbraio 1922     | Governo Bonomi I                  |
| Vincenzo Riccio                |                                   | 26 febbraio 1922 - 1º agosto 1922    | Governo Facta I                   |
| Vincenzo Riccio                | 1º agosto 1922 - 28 ottobre 1922  | Governo Facta II                     |                                   |
| Gabriello Carnazza             |                                   | 28 ottobre 1922 - 1º luglio 1924     | Governo Mussolini                 |
| Gino Sarrocchi                 |                                   | 1º luglio 1924 - 5 gennaio 1925      | Governo Mussolini                 |
| Giovanni Giuriati              |                                   | 5 gennaio 1925 - 30 aprile 1929      | Governo Mussolini                 |
| Benito Mussolini ad interim    |                                   | 30 aprile 1929 - 12 settembre 1929   | Governo Mussolini                 |
| Michele Bianchi                |                                   | 12 settembre 1929 - 13 febbraio 1930 | Governo Mussolini                 |
| Araldo di Crollalanza          |                                   | 13 febbraio 1930 - 24 gennaio 1935   | Governo Mussolini                 |
| Luigi Razza                    |                                   | 24 gennaio 1935 - 5 settembre 1935   | Governo Mussolini                 |
| Giuseppe Cobolli Gigli         |                                   | 5 settembre 1935 - 31 ottobre 1939   | Governo Mussolini                 |
| Adelchi Serena                 |                                   | 31 ottobre 1939 - 30 ottobre 1940    | Governo Mussolini                 |
| Giuseppe Gorla                 |                                   | 30 ottobre 1940 - 26 dicembre 1941   | Governo Mussolini                 |
| Zenone Benini                  |                                   | 26 dicembre 1941 - 25 luglio 1943    | Governo Mussolini                 |
| Domenico Romano                |                                   | 27 luglio 1943 - 11 febbraio 1944    | Governo Badoglio I                |
| Raffaele De Caro               |                                   | 11 febbraio 1944 - 17 aprile 1944    | Governo Badoglio I                |
| Alberto Tarchiani              |                                   | 22 aprile 1944 - 8 giugno 1944       | Governo Badoglio II               |
| Pietro Mancini                 |                                   | 18 giugno 1944 - 10 dicembre 1944    | Governo Bonomi II                 |
| Meuccio Ruini                  |                                   | 12 dicembre 1944 - 19 giugno 1945    | Governo Bonomi III                |
| Giuseppe Romita                |                                   | 21 giugno 1945 - 8 dicembre 1945     | Governo Parri                     |
| Leone Cattani                  |                                   | 10 dicembre 1945 - 1º luglio 1946    | Governo De Gasperi I              |